# Archamia lineolata
Archamia lineolata és una espècie de peix pertanyent a la família dels apogònids.

## Descripció
- Pot arribar a fer 10,3 cm de llargària màxima.
- 7 espines i 9 radis tous a l'aleta dorsal i 2 espines i 12-14 radis tous a l'anal.[6][7]

## Hàbitat
És un peix marí, associat als esculls i de clima tropical que viu entre 1 i 20 m de fondària.

## Distribució geogràfica
Es troba al mar Roig: Egipte i el Sudan.

## Observacions
És inofensiu per als humans, forma moles amb altres espècies d'Archamia i s'amaga en les esquerdes i coves dels esculls durant el dia.